# Mahatma Gandhi
Mahatma Gandhi (Mohandas Karamchand Gandhi; gujarati મોહનદાસ કરમચંદ ગાંધી), född 2 oktober 1869 i Porbandar i Gujarat i Brittiska Indien, död (mördad) 30 januari 1948 i New Delhi i Republiken Indien, var en indisk advokat, politiker och andlig ledare. Han var en förgrundsfigur i Indiens självständighetssträvanden från Brittiska imperiet.
Gandhi kom från en välbärgad köpmannafamilj och utbildade sig till advokat i Storbritannien. Han levde en tid i Sydafrika innan han återvände till Indien år 1914. Hans förespråkande av icke-våldsprincipen satyagraha kunde inte helt hindra att de av honom initierade protesterna stundtals blev väldigt våldsamma.
Gandhi mördades kort efter Indiens självständighet av den hinduiska fanatikern Nathuram Godse, som inte kunde acceptera hans försök till samförstånd med landets muslimska minoritet. I det moderna Indien hyllas Gandhi, även om hans ekonomiska idéer övergetts efter att landet inlett en marknadsorienterad utvecklingsstrategi.
Gandhi var grundaren för satyagraha – en tanke som till stor del handlar om sanning och ”motstånd mot det onda genom aktivt icke-våldsmotstånd” – vilket förde Indien till självständighet och inspirerade rörelser för medborgerliga rättigheter och frihet runtom i världen. Gandhi är allmänt känd i Indien och världen i övrigt som Mahatma (sanskrit: महात्मा mahātmā – ”stor ande” – ett epitet som gavs av Tagore) och som Bapu (gujarati: બાપુ bāpu – ”Fader”). I Indien ges han officiellt hederstiteln Landsfader. Den 2 oktober, hans födelsedag, högtidlighålls varje år som Gandhi Jayanti, en nationell högtidsdag. Den 15 juni 2007, antog FN:s generalförsamling enhälligt en resolution om att 2 oktober ska vara Internationella icke-våldsdagen.
Gandhi tillämpade första gången fredlig civil olydnad i den indiska folkgruppens kamp för medborgerliga rättigheter i Sydafrika. När han återvände till Indien från Afrika organiserade han fattiga bönder och arbetare för att protestera mot tunga skatter och utbredd diskriminering. Gandhi tog ledningen för Indian National Congress och ledde kampanjer över hela landet för fattigdomsbekämpning, kvinnans frigörelse, broderskap mellan skilda religiösa och etniska grupper, ett slut på kastbaserad diskriminering och för nationens ekonomiska självtillräcklighet, men framför allt för Swaraj – Indiens självständighet från utländsk dominans. Gandhi blev känd för att leda sin nation i olydnad mot den brittiska saltskatten som infördes i Indien med saltmarschen på 400 kilometer 1930, och i en öppen uppmaning till britterna att lämna Indien (Quit India) 1942. Han var fängslad vid många tillfällen och i många år, både i Sydafrika och i Indien.
Gandhi utövade och förespråkade icke-våld och sanning i alla situationer. Han levde enkelt och organiserade en ashram, Sabarmati Ashram, som var självförsörjande för sina behov. Han tillverkade sina egna kläder – den traditionella indiska dhoti och sjal, vävd av handspunnet garn som han spann på en charkha. Han levde på enkel vegetarisk och, senare, frukteriansk kost. Han genomgick långa (stundtals över en månad) fastor, för både självrening och protest.

## Biografi

### Tidiga år
Mohandas A Karamchand Gandhi föddes i den hinduiska familjen Modh i Porbandar den 2 oktober 1869. Han var son till Karamchand Gandhi, diwan (premiärminister) av Porbandar, och Putlibai, Karamchands fjärde fru, en hindu av vaishnavaorden Pranami. Karamchands första tre fruar, som vardera födde honom en dotter, dog av okända anledningar (enligt ryktet i barnsäng). Gandhi bodde med en from mor och omgavs av det jainistiska inflytandet i Gujarat och lärde sig från tidig ålder lärosatserna om  ahimsa, att inte skada levande varelser, vegetarianism, fasta för självrening, samt ömsesidig tolerans mellan medlemmar av olika trosuppfattningar och samfund. Han föddes in i vaishya-kasten (företagarnas kast).
Gandhis familj var köpmän till yrket; hans far var jurist och han fick en förhållandevis ortodox uppväxt.
I maj 1883, vid 13 års ålder, gifte Gandhis föräldrar bort honom med Kasturba Makhanji (även stavat Kasturbai eller känd som ”Ba”). De fick fem barn, av vilka det första dog. De övriga är Harilal Gandhi, född 1888; Manilal Gandhi, född 1892; Ramdas Gandhi, född 1897; och Devdas Gandhi, född 1900. Gandhi var en medelmåttig student i sin ungdom i Porbandar och senare Rajkot. Han klarade knappt sin examen från Samaldas College i Bhavnagar, Gujarat. Han trivdes inte heller i skolan, eftersom hans familj ville att han skulle bli barrister (advokat).

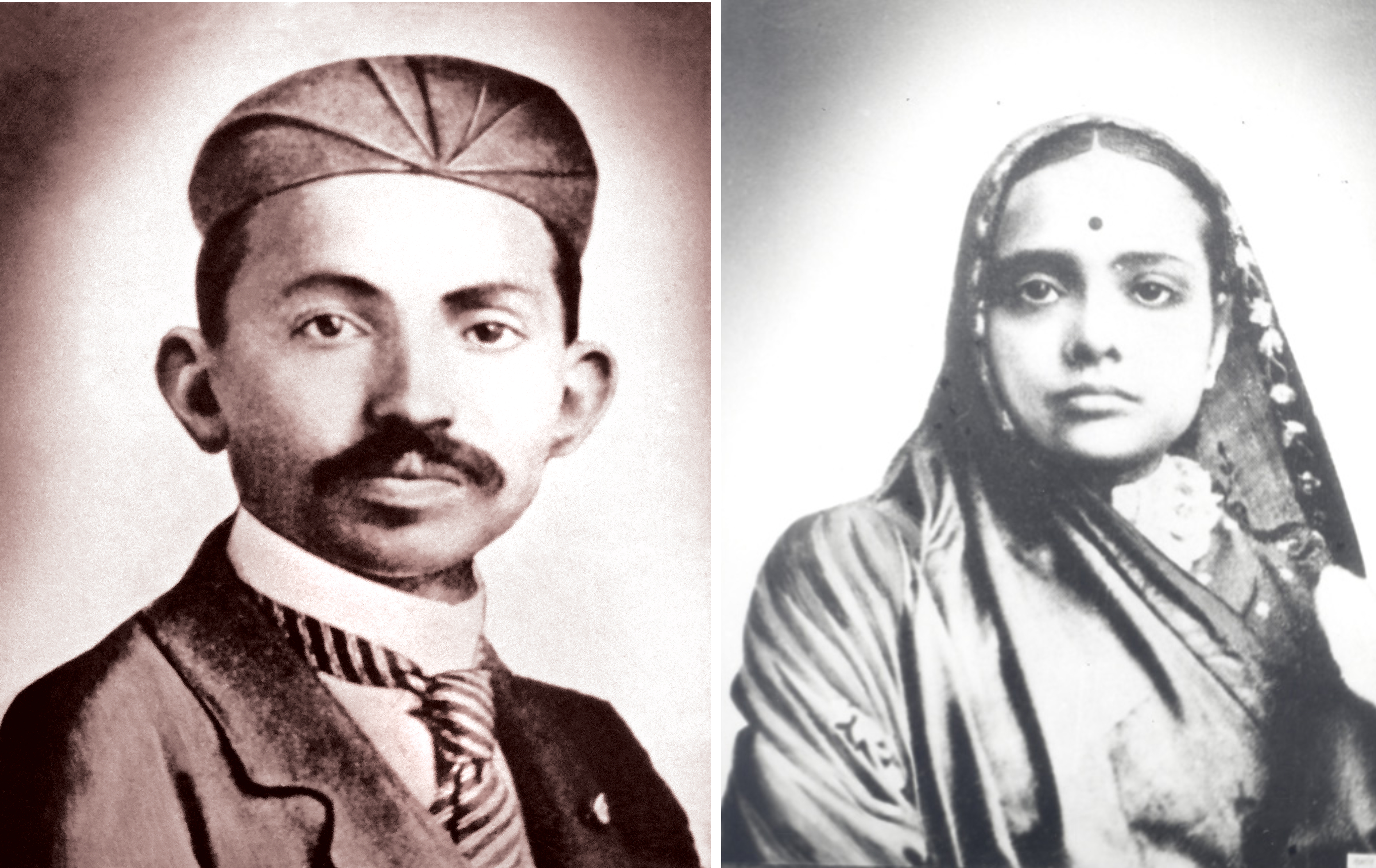
Gandhi och hans fru Kasturba (1902).

Snart skickades Gandhi till London för att studera juridik och upptäckte där sitt stora samhällsintresse. Vid 18 års ålder den 4 september 1888 reste han till University College London för att studera juridik och praktisera som barrister. Hans tid i London, Brittiska imperiets huvudstad, influerades av en ed han hade svurit till sin mor i närvaro av den jainistiske munken Becharji när han skulle lämna Indien, att upprätthålla de hinduiska reglerna att avstå från kött, alkohol och promiskuitet. Fastän Gandhi experimenterade med att anta ”engelska” seder, till exempel att ta danslektioner, kunde han inte stå ut med sin hyresvärdinnas ”får och kål”. Hon tipsade honom om en av Londons få vegetariska restauranger. Istället för att helt enkelt följa sin mors önskemål lärde han om, och tog till sig vegetarianismen intellektuellt. Han gick med i Vegetarian Society, valdes som medlem till dess verkställande utskott, och grundade en lokalavdelning. Han tillskrev senare detta att ha gett honom värdefulla erfarenheter av att organisera institutioner. En del av de vegetarianer som han träffade var medlemmar av Teosofiska Samfundet, som hade grundats 1875 för att främja allmän förbrödring och som var inriktat på att studera buddhistisk och hinduisk litteratur. De uppmuntrade Gandhi att läsa Bhagavad Gita. Gandhi, som inte hade visat något särskilt intresse för religion tidigare, läste verk om hinduism, kristendom, buddhism, islam och andra religioner.
År 1891 återvände Gandhi till Indien för att fortsätta studera lag och rätt, men var för blyg och osäker för att lyckas bra där.
Han återvände till Indien efter att ha blivit godkänd som barrister av Inner Temple, men hade begränsad framgång med att upprätta en advokatbyrå i Bombay. Senare, efter att ha ansökt om ett deltidsarbete som high school-lärare och fått avslag, återvände han till Rajkot för att föra en enkel livsföring genom att skriva petitioner för tvistande parter, men tvingades stänga den verksamheten också när han kom i bråk med en brittisk officer.
I sin självbiografi beskriver Gandhi denna incident som en sorts misslyckat lobbyingförsök för hans äldre brors räkning. Det var i detta klimat som han 1893 accepterade ett årslångt kontrakt från ett indiskt företag till en post i Natal i Sydafrika, som då var en del av Brittiska imperiet. Efter att ha varit tillbaka ungefär ett år i Indien tackade han ja när han blev erbjuden att komma till Sydafrika och arbeta för Dada Abdullah som tolk och juridiskt biträde.
Gandhi återvände till London 1895, då han råkade träffa kolonialministern Joseph Chamberlain, en tidigare radikal politiker som hade blivit tory och vars son Neville blev premiärminister på 1930-talet och medverkade till att undertrycka Gandhi. Chamberlain senior höll med om att behandlingen av indierna var barbarisk men verkade ovillig att driva igenom någon lagstiftning rörande detta.

### Medborgarrättsrörelsen i Sydafrika (1893–1914)

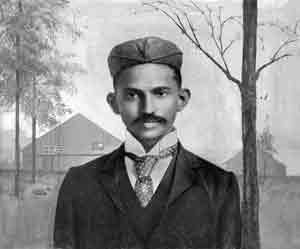
Gandhi i Sydafrika (1895).

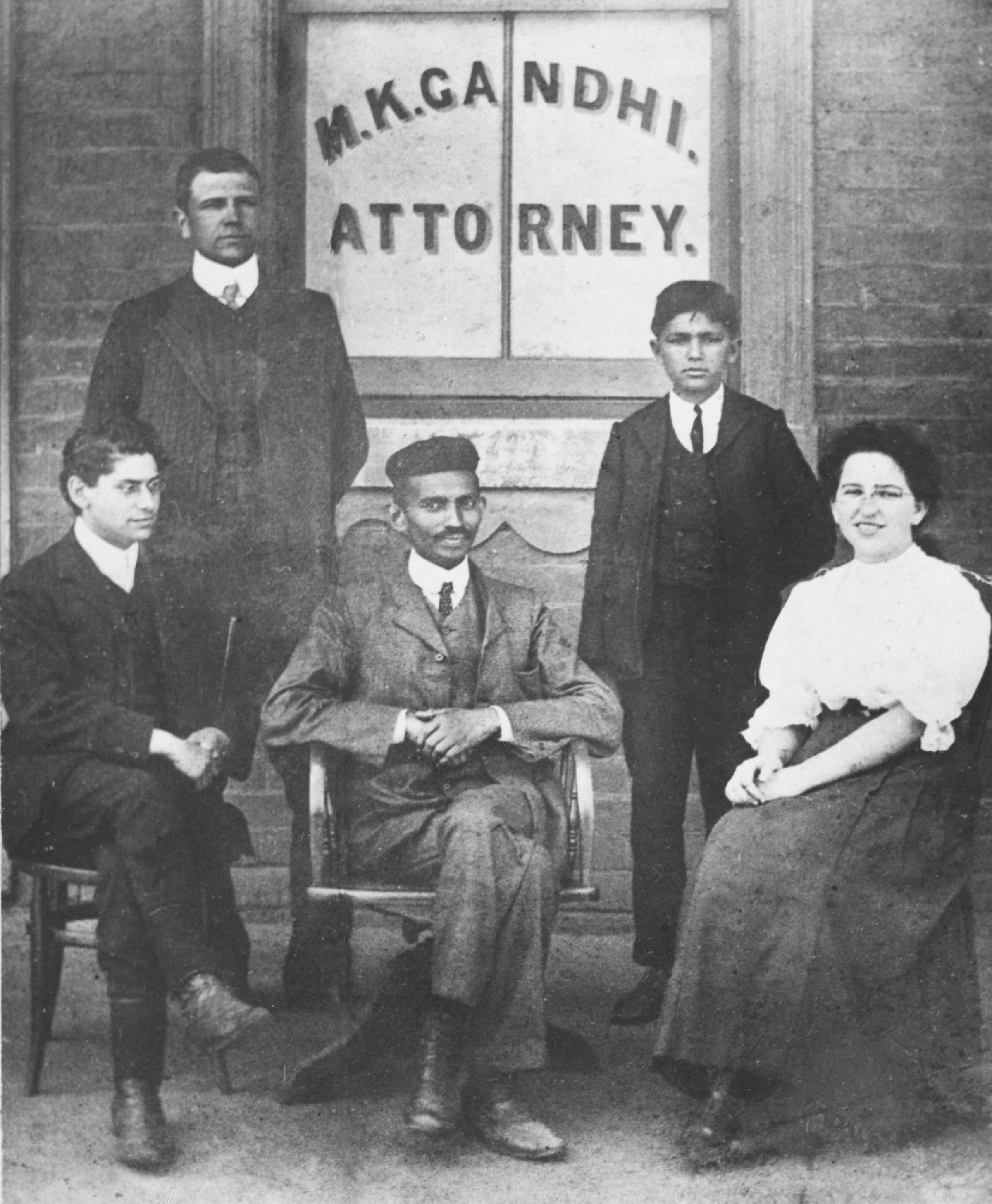
Gandhi i Sydafrika (1905).

I Sydafrika mötte Gandhi diskriminering riktad mot indier. Till att börja med blev han avkastad från ett tåg i Pietermaritzburg, efter att han vägrat flytta från första klass till en tredjeklassvagn när han hade en förstaklassbiljett. När han reste vidare med diligens blev han slagen av en chaufför för att han vägrade resa på fotplankan för att lämna plats åt en europeisk passagerare. Han undergick andra svårigheter på resan också, däribland att bli utestängd från flera hotell. I en annan av många liknande händelser, beordrade en magistrat i en domstol honom att ta av sig sin turban, vilket Gandhi vägrade. Dessa incidenter har beskrivits som en vändpunkt i hans liv, vilket ledde till ett uppvaknande inför samtida sociala orättvisor och delvis förklarar hans påföljande samhällsaktivism. Det var genom att direkt bevittna rasismen, fördomarna och orättvisorna mot indier i Sydafrika som Gandhi började ifrågasätta sitt folks ställning inom Brittiska imperiet, och sin egen ställning i samhället.
Gandhi utökade sin ursprungliga vistelseperiod i Sydafrika för att hjälpa indierna mot ett lagförslag om att förvägra dem rösträtt. Fastän han inte förmådde hindra lagförslaget från att gå igenom hade hans kampanj framgång i att dra uppmärksamhet till indiernas situation i Sydafrika. Han grundade Natal Indian Congress 1894, och genom denna organisation formerade han den indiska befolkningen i Sydafrika till en homogen politisk kraft. I januari 1897, då Gandhi återvände från en kort resa till Indien, attackerades han av en vit mobb som försökte lyncha honom. En tidig indikation om de personliga värderingar som kom att forma hans senare kampanjer var att avstå från att väcka åtal mot någon medlem av mobben, med motiveringen att det var en av hans principer att inte söka upprättelse för en personlig oförrätt i domstol.
År 1906 kungjorde Transvaals regering en ny lag som tvingade kolonins indiska befolkning att registrera sig. Vid ett massprotestmöte som hölls i Johannesburg den 11 september det året antog Gandhi för första gången sin metodologi om satyagraha (att hålla fast vid sanningen), en metodologi som fortfarande var under utveckling, och uppmanade sina landsmän att gå emot den nya lagen och utstå bestraffningarna för att göra det, istället för att göra motstånd med våldsmetoder. Denna plan antogs, vilket ledde till en sjuårig kamp där tusentals indier fängslades, däribland Gandhi, piskades eller till och med sköts för att ha strejkat, vägrat registrera sig, bränt sina registreringskort, eller ägnat sig åt andra former av civil olydnad. Regeringen lyckades med framgång undertrycka de indiska demonstranterna, men det allmänna ramaskri som väcktes av de stränga metoder som den sydafrikanska regeringen använde mot fredliga indiska demonstranter tvingade slutligen den sydafrikanske generalen Jan Christiaan Smuts att framförhandla fram en kompromiss med Gandhi. Gandhis idéer tog form och begreppet satyagraha mognade under denna kamp.
Gandhi kom att stanna i Sydafrika i över 20 år, eftersom indierna där hade svårt att hitta adekvat rättslig hjälp bland de engelskutbildade advokaterna. Gandhi upptäckte där också den utbredda europeiska rasismen mot såväl svarta afrikaner som mot indier. I början av 1909 dömdes han till tre månaders fängelse.

### Roll i zulukriget
År 1906, efter att britterna hade infört en ny kapitationsskatt, dödade zuluer i Sydafrika två brittiska officerare. Britterna förklarade krig mot zuluerna som vedergällning. Gandhi uppmuntrade aktivt britterna att rekrytera indier. Han hävdade att indier borde stödja kriget för att legitimera sina anspråk på fullt medborgarskap. Britterna vägrade dock erbjuda indierna ställningar av rang i sin militärmakt. De godtog dock Gandhis erbjudande att låta en grupp indier göra frivillig tjänst som bårbärare för att behandla sårade brittiska soldater. Den 21 juli 1906 skrev Gandhi i Indian Opinion -”Kåren hade bildats på anmodan av Natals regering som ett experiment, i förbindelse med operationerna mot infödingarna består av tjugotre indier.” Gandhi uppmanade den indiska befolkningen i Sydafrika att gå med i kriget genom sina kolumner i Indian Opinion -”Om regeringen bara insåg vilken reservstyrka som slösas bort skulle de göra användning av den och ge indier möjligheten av en grundlig träning för verklig krigföring.”
Enligt Gandhis uppfattning förde utkastet till förordning från 1906 indiernas status under de inföddas nivå. Han uppmanade därför indierna att göra motstånd enligt satyagraha, genom att följa kaffrernas exempel. Enligt Gandhi hade ”till och med halvkasterna och kaffrerna, som är mindre framåtskridna än vi, har gjort motstånd mot regeringen. Passlagen omfattar dem också, men de hämtar inte ut pass.”
År 1909 återvände Gandhi till Indien. Detta kom att bli en mycket kort vistelse i hemlandet, då han redan nästa år återvände tillbaka till Sydafrika där han tillbringat så mycket tid. I juli 1914 återvände han till Indien för att aldrig lämna landet igen, bortsett från ett kort besök i Europa 1931.

### Kampen för Indiens självständighet (1916–1945)
År 1914 återvände Gandhi från Sydafrika för att bo i Indien.
Han talade vid Kongresspartiets kongresser, men introducerades till indiska frågor, politik och det indiska folket främst av Gopal Krishna Gokhale, en respekterad ledare för Kongresspartiet vid denna tid.

#### Champaran och Kheda

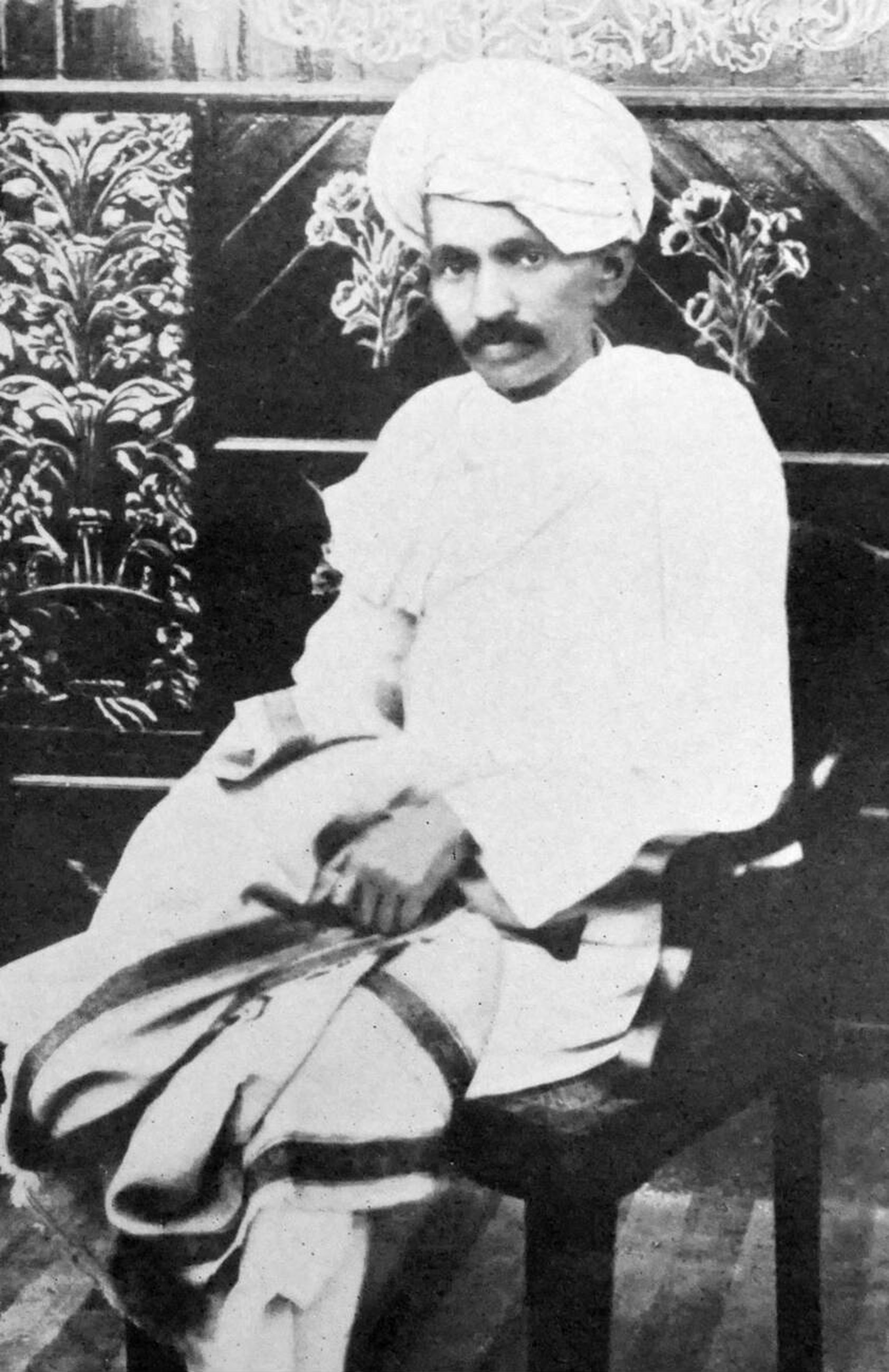
Gandhi 1918, vid tiden för kampanjerna i Kheda och Champaran.

Gandhis första större framgångar skedde 1918 med satyagraha-kampanjerna i Champaran och Kheda. I Champaran odlades indigo och andra handelsgrödor istället för de matgrödor som var nödvändiga för invånarnas överlevnad. Undertryckta av miliserna och jordägarna (mestadels britter), gavs de mycket begränsad kompensation, vilket gjorde att de levde i yttersta fattigdom. Byarna hölls ytterst smutsiga och ohygieniska, och alkoholism, oberörbarhet och purdah var spridda. I efterdyningarna efter en förödande svältkatastrof tog britterna ut en tung skatt som de insisterade på att höja. Situationen var desperat. I Kheda i Gujarat, var problemet det samma. Gandhi etablerade en ashram där, organiserade många av sina gamla anhängare och nya frivilliga från området. Han lät göra en detaljerad studie och besiktning av byarna, som redogjorde för grymheterna och det fruktansvärda lidandet, inklusive det allmänna urartade levnadstillståndet. Han utgick från bybornas förtroende och började leda uppstädning av byar, byggande av skolor och sjukhus och uppmuntra byledningen att motverka och fördöma många sociala missförhållanden.
Men hans största effekt kom när han arresterades av polis på anklagelse om uppvigling och beordrades lämna provinsen. Hundratusentals människor protesterade och samlades utanför fängelset, polisstationer och domstolar och krävde att han skulle friges, vilket domstolen motvilligt gick med på. Gandhi ledde organiserade protester och strejker mot jordägarna, som med ledning från brittiska regeringen undertecknade ett avtal som gav de fattiga bönderna i området mer kompensation och kontroll över jordbruket, och upphävande av avgiftshöjningar och avgiftsindrivning tills svälten tog slut. Det var under denna politiska verksamhet som Gandhi tilltalades av folket som Bapu (Fader) och Mahatma (Stor själ). I Kheda företrädde Sardar Patel bönderna i förhandlingar med britterna, som upphävde avgiftsinsamlingar och släppte alla fångar. Som en följd av detta spreds Gandhis berömdhet över hela landet.

### Icke-samarbete

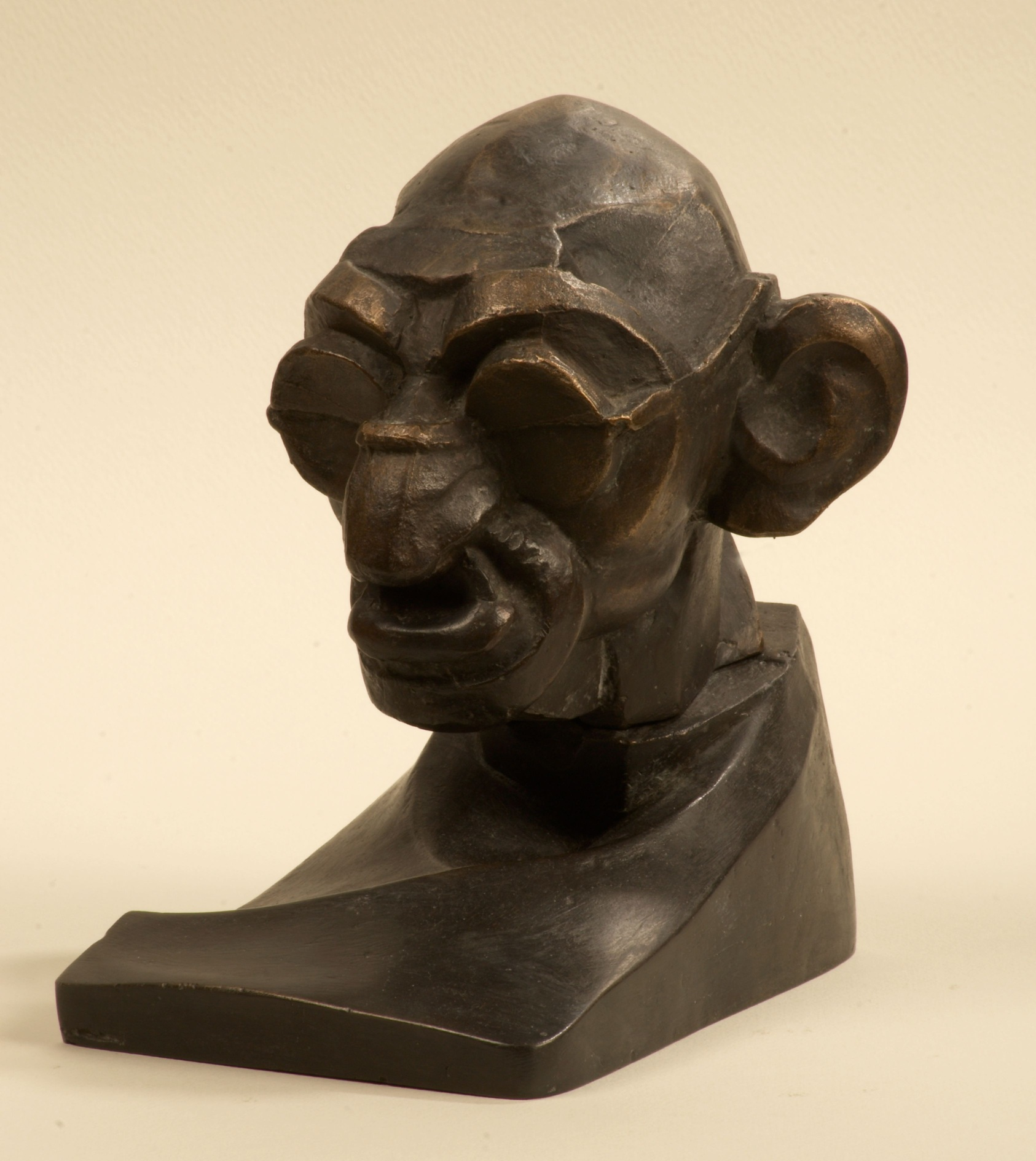
Karikatyr av Mahatma Gandhi (Józef Gosławski, 1932.

Icke-samarbete och fredligt motstånd var Gandhis ”vapen” i kampen mot orättvisan. I Punjab orsakade Amritsarmassakern på civila av brittiska trupper ett djupt trauma för nationen, vilket ledde till ökad ilska hos folket och våldsdåd. Gandhi kritiserade både den brittiska kolonialmaktens gärningar och indiernas vedergällningar. Han skrev ett uttalande som erbjöd kondoleanser åt brittiska civila offer och fördömde upploppen, vilket efter inledande motstånd i partiet antogs efter Gandhis känslomättade tal där han förespråkade sin princip om att allt våld var ont och inte kunde rättfärdigas. Men det var efter massakern och det påföljande våldet som Gandhi inriktade sig på att uppnå fullständig självständighet och kontroll över alla indiska statliga institutioner, vilket snart mognade till Swaraj eller fullständig individuell, andlig och politisk självständighet.
I december 1921 tilldelades Gandhi verkställande makt å Kongresspartiets vägnar. Under hans ledarskap omorganiserades Kongresspartiet med ett nytt partiprogram, med målet Swaraj. Medlemskap i partiet gjordes tillgängligt för vem som helst som kunde betala en symbolisk avgift. En hierarki av kommittéer upprättades för att förbättra disciplinen och omvandlade partiet från en elitorganisation till en massrörelse. Gandhi utvidgade sin icke-våldsplattform till att även omfatta swadeshi — bojkott av utlandstillverkade varor, särskilt brittiska varor. I samband med detta förespråkade han att khadi (hemvävt tyg) skulle bäras av alla indier istället för brittisktillverkade textilier. Gandhi uppmanade indiska män och kvinnor, rika och fattiga, att lägga tid varje dag på att spinna khadi till stöd för självständighetsrörelsen. Detta var en strategi för att lära ut disciplin och hängivenhet för att sålla bort de ovilliga och de ärelystna, och att inkludera kvinnor i rörelsen vid en tid då många tyckte att sådana aktiviteter inte var lämpliga för kvinnor. Förutom att bojkotta brittiska produkter uppmanade Gandhi folket att bojkotta brittiska utbildningsinstitutioner och domstolar, att säga upp sig från statliga anställningar och att avsäga sig brittiska titlar.
”Icke-samarbete” åtnjöt utbrett stöd och framgångar, ökade spänningen och deltagande från alla nivåer i det indiska samhället. Men precis när rörelsen nådde sin höjdpunkt fick den ett abrupt slut som en följd av en våldsam sammandrabbning i staden Chauri Chaura i Uttar Pradesh i februari 1922. Gandhi fruktade att rörelsen höll på att röra sig mot våld och var övertygad att detta skulle omintetgöra allt han åstadkommit och beordrade därför ett slut på den massiva olydnadskampanjen. Gandhi arresterades den 10 mars 1922, åtalades för uppvigling och dömdes till sex års fängelse. Med början den 18 mars 1922 avtjänade han endast omkring två år av straffet. Han släpptes i februari 1924 efter en operation för blindtarmsinflammation.
Utan Gandhis enande personlighet började Kongresspartiet splittras under hans år i fängelse. Partiet delades i två falanger, en som leddes av Chitta Ranjan Das och Motilal Nehru som förespråkade deltagande i lagstiftande församlingar, och en annan under ledning av Chakravarti Rajagopalachari och Sardar Vallabhbhai Patel, som motsatte sig detta steg. Dessutom försämrades samarbetet mellan hinduer och muslimer, som hade varit starkt under icke-våldskampanjens höjdpunkt. Gandhi försökte överbrygga dessa skiljaktigheter på många sätt, däribland en tre veckor lång fasta på hösten 1924, men med begränsad framgång.

### Kampanjer för civil olydnad under 1920-talet
Gandhi höll sig utanför rampljuset under större delen av 1920-talet. Han föredrog att lösa tvisten mellan Swaraj Party och Kongresspartiet, och utökade initiativ mot oberörbarhet, alkoholism, okunskap och fattigdom. Han återvände till förgrunden år 1928. Året innan hade den brittiska regeringen tillsatt en ny kommission för författningsreform under sir John Simon, med inte en enda indier bland ledamöterna. Följden blev att de indiska politiska partierna bojkottade kommissionen. Gandhi drev igenom en resolution vid kongressen i Calcutta i december 1928 där man uppmanade den brittiska regeringen att ge Indien ställning som dominion eller möta en ny icke-våldskampanj med fullständig självständighet som mål. Gandhi hade inte bara modererat ståndpunkterna från yngre män som Subhas Chandra Bose och Jawaharlal Nehru, som sökte ett krav på omedelbar självständighet, utan också justerat sitt eget krav till en väntetid på ett år, istället för två. Britterna svarade inte. Den 31 december 1929 rullades Indiens flagga ut i Lahore. Den 26 januari 1930 firades av Kongresspartiet, som möttes i Lahore, som Indiens självständighetsdag. Denna dag högtidlighölls av nästan alla andra indiska organisationer.

#### Saltkampanjen

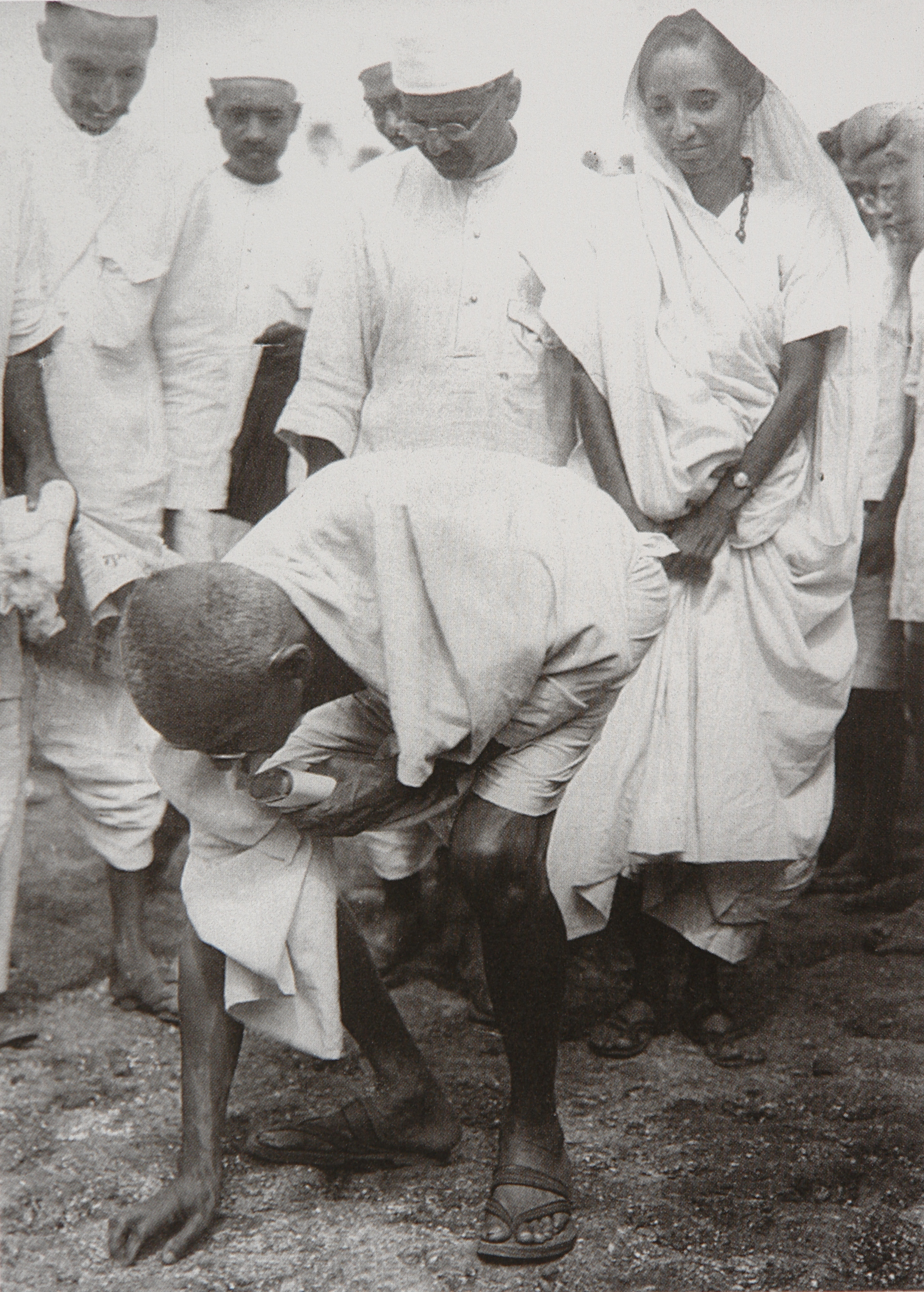
Gandhi bryter mot saltlagen, Dandi 1930.

Gandhi höll sitt ord och lanserade en ny satyagraha mot skatten på salt i mars 1930. Denna kampanjs höjdpunkt var den kända saltmarschen till Dandi från 12 mars till 6 april, då Gandhi vandrade 40 mil från Ahmedabad till Dandi i Gujarat för att framställa salt själv. Tusentals indier anslöt sig till honom på marschen mot havet.
I Indien finns bra områden för utvinning av havssalt i Gujarat på västkusten och Orissa på ostkusten. Britterna hade på 1800-talet infört ett saltmonopol för att gynna den brittiska saltindustrin. För att alla skulle betala saltskatten var det även förbjudet att för eget bruk utvinna salt ur de naturliga dammarna längs kusten. Det var en viktig inkomstkälla för vicekungadömet, men drabbade de fattiga hårt. Flera protester hade förekommit under åren innan Gandhi 1930 bestämde sig för att nästa satyagraha skulle riktas mot saltskatten.
Den 12 mars 1930 skrev Gandhi till vicekungen lord Irwin: ”Om ni inte kan finna ett sätt att undanröja dessa onda företeelser och mitt brev inte vädjar till ert hjärta, kommer jag att den tolfte dagen i denna månad trotsa saltlagens bestämmelser tillsammans med de medarbetare i min ashram som jag kan få med mig. Jag betraktar denna skatt som den mest orättvisa av alla från den fattiges ståndpunkt. Eftersom självständighetsrörelsen väsentligen berör de fattigaste i landet kommer början att göras här. Det förunderliga är att vi så länge har underkastat oss detta brutala monopol.”
Då ingen ändring i lagen utlovats till den utsatta dagen påbörjade Gandhi och hans anhängare i Ahmedabad en 40 mil lång marsch, saltmarschen, till Dandi i Gujarat där stränderna är naturligt salta. Varje dag anslöt sig fler och fler personer. När de kom fram den 6 april var de flera tusen. I gryningen gick Gandhi ut och bröt loss en näve salt och bröt därmed mot saltlagen. Effekten blev stor. Snart skrapade man salt överallt längs Indiens kuster. Denna kampanj var en av hans mest framgångsrika i att rubba det brittiska styret. Storbritannien svarade med att sätta över 60 000 personer i fängelse. Fängelserna var snart överfyllda. Gandhi greps den 4 maj.

### Pakten Gandhi-Irwin
Regeringen, företrädd av Lord Edward Irwin, beslöt att förhandla med Gandhi. Pakten Gandhi–Irwin undertecknades i mars 1931. Den brittiska regeringen gick med på att släppa alla politiska fångar i utbyte mot att den civila olydnadsrörelsen upphävdes. Dessutom inbjöds Gandhi att deltaga vid rundabordskonferensen i London som ensam företrädare för Kongresspartiet. Konferensen blev en besvikelse för Gandhi och nationalisterna, då den fokuserade på de indiska furstarna och indiska minoriteter snarare än överföringen av makten. Dessutom inledde Lord Irwins efterträdare, Lord Willingdon, en ny våg av förtryck mot nationalisterna. Gandhi arresterades igen och regeringen försökte förstöra hans inflytande genom att fullständigt isolera honom från hans anhängare. Denna taktik var inte framgångsrik. År 1932, efter dalitledaren B. R. Ambedkars kampanj, erbjöd regeringen separata valkretsar åt kastlösa i den nya författningen. I protest genomförde Gandhi en sex dagar lång fasta i september 1932, och tvingade framgångsrikt regeringen att anta ett mer rättvist arrangemang via förhandlingar under medling av den dalitiske cricketspelaren och politikern Palwankar Baloo. Detta var början på en ny kampanj av Gandhi för att förbättra livet för de kastlösa, som han kallade Harijans, Guds barn. Den 8 maj 1933 inledde Gandhi en 21-dagars självreningsfasta för att hjälpa harijanrörelsen.
Under sommaren 1934 utfördes tre misslyckade mordförsök mot Gandhi.
När Kongresspartiet beslöt att ställa upp i val och anta maktpositioner enligt Federationsmodellen beslöt Gandhi att utträda ur partiet. Han motsatte sig inte att partiet tog detta steg, men kände att om han avgick skulle hans popularitet hos indierna sluta att förkväva partiets medlemmar, som varierade från kommunister, socialister, fackföreningsfolk, studenter, religiöst konservativa till personer med företagarsympatier. Gandhi ville heller inte bli en måltavla för propaganda från det brittiska styret genom att leda ett parti som temporärt hade accepterat en politisk uppgörelse med britterna.
Gandhi återvände till ledningen 1936, då Nehru var ordförande och Kongresspartiet höll session i Lucknow. Fastän Gandhi önskade en total fokusering på uppgiften att uppnå självständighet och inte spekulation om Indiens framtid hindrade han inte partiet från att anta socialism som sin målsättning. Gandhi hade en konflikt med Subhas Bose, som hade blivit vald till ordförande  1938. Gandhis främsta tvistepunkter med Bose var hans bristande engagemang för demokrati och hans bristande tro på icke-våld. Bose blev vald till en andra period trots Gandhis kritik, men lämnade Kongresspartiet när ledarna avgick en masse i protest mot att han övergav de principer som Gandhi infört.

### Andra världskriget och ”Quit India”

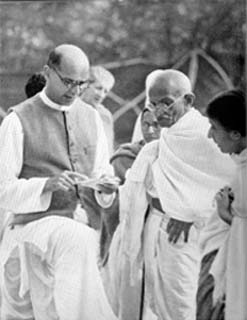
Mahadev Desai (vänster) läser upp ett brev till Gandhi från vicekungen vid Birla House, Bombay, 7 april 1939.

Vid andra världskrigets utbrott förordade Gandhi först ”moraliskt icke-våldsstöd” till britterna. Kongresspartiets ledning reagerade emellertid på det faktum att Indien drogs in i kriget på brittisk sida utan att det själv hade konsulterats, vilket ledde till massiva avhopp från politiska församlingar runt om i landet. Efter långt övervägande formulerade då Gandhi linjen att Indien inte kunde vara en del i ett krig för demokrati och frihet om dessa storheter förnekades dem själva, vilket sedan ledde till en proklamation om ”Quit India Now”, det vill säga att man fordrade att britterna omedelbart skulle lämna Indien. Detta var Gandhis och Kongresspartiets mest definitiva revolt riktad mot att säkra britternas utträde från Indien.
Gandhi kritiserades av vissa medlemmar av Kongresspartiet och andra indiska politiska grupper, både probrittiska och antibrittiska. Vissa ansåg att det var omoraliskt att gå emot Storbritannien i dess kamp på liv och död, medan andra tyckte att Gandhi inte gjorde tillräckligt mycket. Quit India blev den kraftfullaste rörelsen i kampens historia, med massarresteringar och våld på en tidigare inte sedd skala. Tusentals frihetskämpar dödades eller skadades av polisens eld och hundratusentals arresterades. Gandhi och hans anhängare gjorde klart att de inte skulle stödja krigsinsatsen om inte Indien erbjöds omedelbar självständighet. Han klargjorde till och med att rörelsen denna gång inte skulle stoppas om enskilda våldsdåd begicks, med orden att den ordnade anarkin omkring honom var värre än verklig anarki. Han uppmanade alla kongressmedlemmar och indier att upprätthålla disciplin genom ahimsa, och Karo Ya Maro (”Do or Die”) för den slutgiltiga frihetens sak.
Gandhi och hela Kongresspartiets arbetsutskott arresterades i Bombay av britterna den 9 augusti 1942. Gandhi hölls i två år i Aga Khans palats i Pune. Det var där Gandhi utstod två svåra slag i sitt privatliv. Hans 50 år gamla sekreterare Mahadev Desai dog av en hjärtattack sex dagar efter att de hade hamnat i fängelse, och hans fru Kasturba dog efter 18 månader i fängelse den 22 februari 1944. Sex veckor senare drabbades Gandhi en svårartad malariaattack. Han släpptes före krigsslutet den 6 maj 1944 på grund av sin svaga hälsa och nödvändigheten av operation. Kolonialmakten ville inte att Gandhi skulle dö i fängelset och väcka nationens vrede. Fastän Quit India-rörelsen hade måttlig framgång i sin målsättning ledde det hänsynslösa undertryckandet av rörelsen till ordning i Indien vid slutet av 1943. Vid krigets slut gav britterna klara indikationer på att makten skulle överföras i indiska händer. Vid denna tidpunkt avblåste Gandhi kampen, och omkring 100 000 politiska fångar frigavs, däribland Kongresspartiets ledning.

### Indiens självständighet och delning
Gandhi rådde Kongresspartiet att avvisa de förslag som en brittisk regeringskommission erbjöd 1946, då han var djupt misstänksam mot den gruppering som föreslogs för delstater med muslimsk befolkningsmajoritet. Gandhi såg detta som en förelöpare till delning. Detta blev dock ett av de få tillfällen då Kongresspartiet inte följde Gandhis råd, då Nehru och Patel visste att om Kongresspartiet inte godkände planen skulle regeringsmakten övergå till Muslim League. Mellan 1946 och 1948 dödades över 5 000 personer i våldsamheter. Gandhi var kraftigt emot varje plan som delade Indien i två separata stater. En överväldigande majoritet av muslimer i Indien var för en delning. Dessutom hade Muhammad Ali Jinnah, ledaren för Muslim League, utbrett stöd i West Punjab, Sindh, NWFP och Östbengalen. Delningsplanen godkändes av Kongresspartiets ledning som det enda sättet att förhindra ett storskaligt inbördeskrig mellan hinduer och muslimer. Kongresspartiets ledare visste att Gandhi skulle motsätta sig delningen känslomässigt, och det var omöjligt för partiet att gå vidare utan hans medgivande, för Gandhis stöd i partiet och runtom i Indien var starkt. Gandhis närmaste kollegor hade accepterat delning som den bästa utvägen, och Sardar Patel bemödade sig att övertyga Gandhi om att det var enda sättet att undvika inbördeskrig. En förkrossad Gandhi gav sitt samtycke.
Han genomförde utförlig dialog med muslimska och hinduiska ledare och arbetade för att lugna ner känslorna i norra Indien samt i Bengalen. Trots det indo-pakistanska kriget 1947 blev han bekymrad när regeringen beslöt att förvägra Pakistan de 55 crore rupier som den var skyldig enligt de överenskommelser som gjorts av delningsrådet.  Ledare som Sardar Patel fruktade att Pakistan skulle använda pengarna för att finansiera kriget mot Indien. Gandhi blev också förkrossad när krav restes på att alla muslimer skulle deporteras till Pakistan, och när muslimska och hinduiska ledare uttryckte frustration och en oförmåga att komma överens. Han inledde sin sista hungerstrejk i Delhi, med kraven att allt våld mellan folkgrupper skulle sluta en gång för alltid, och betalningen av 55 crore rupier skulle göras till Pakistan. Gandhi fruktade att instabilitet och osäkerhet i Pakistan skulle öka dess ilska mot Indien, och våldet skulle spridas över gränserna. Han fruktade vidare att hinduer och muslimer skulle förnya sin fientlighet och störta ner i ett öppet inbördeskrig. Efter känslomässiga debatter med sina livslånga kollegor vägrade Gandhi böja sig, och regeringen återkallade sin politik och utförde betalningen till Pakistan. Hinduiska, muslimska och sikhiska ledare, däribland Rashtriya Swayamsevak Sangh och Hindu Mahasabha försäkrade honom att de skulle avstå från våld och uppmana till fred. Gandhi bröt därmed sin fasta genom att läppja på apelsinjuice.

### Mordet

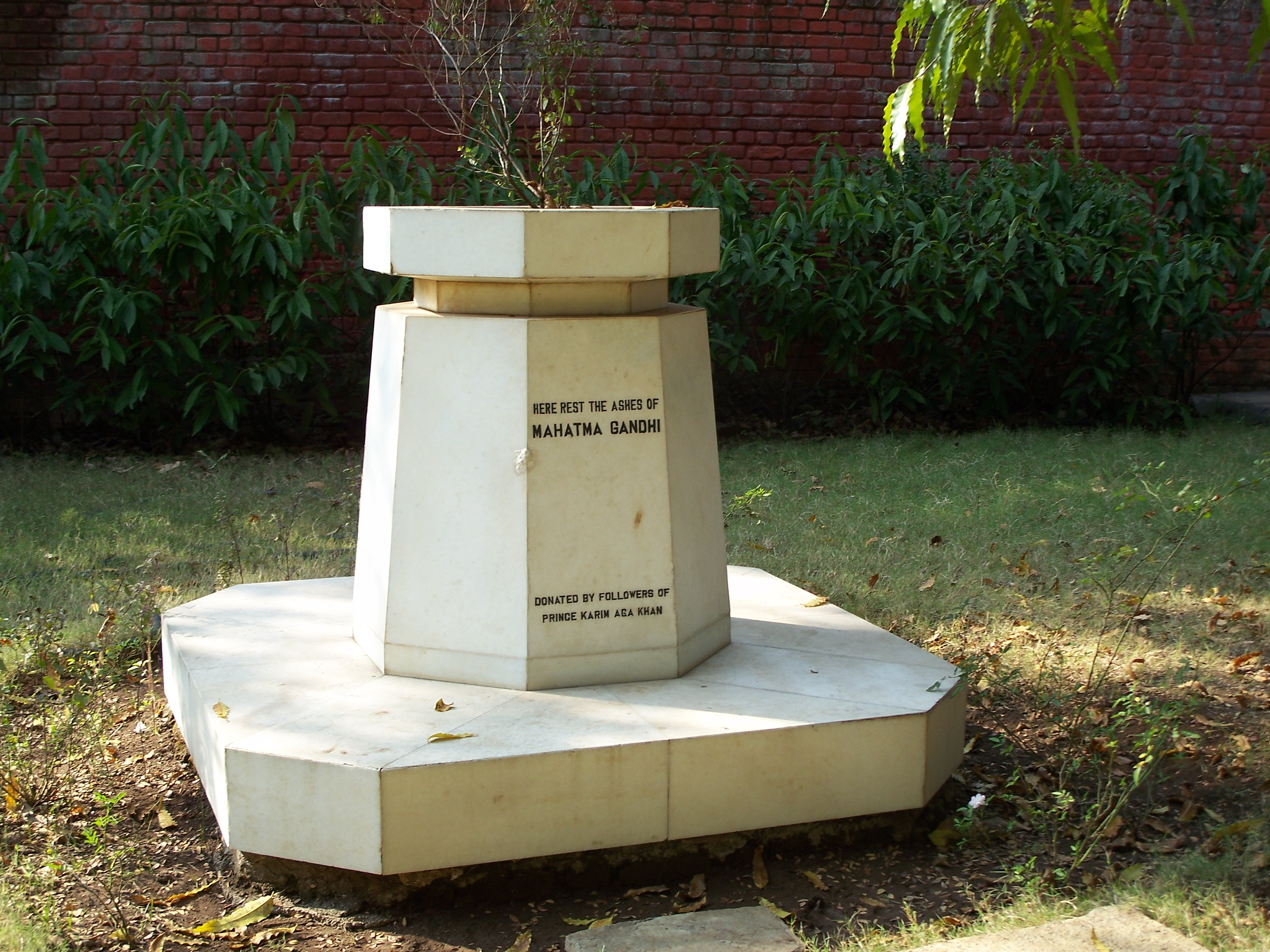
Raj Ghat: Gandhis aska vid Aga Khans palats i Pune.

På väg till ett bönemöte i Birla House i New Delhi den 30 januari 1948 sköts Gandhi till döds när han tog sin nattliga offentliga promenad på markerna vid Birla Bhavan (Birla House) i New Delhi. Mördaren Nathuram Godse var en hindunationalist med förbindelser till det extremistiska Hindu Mahasabha, som höll Gandhi ansvarig för att ha försvagat Indien genom att insistera på betalningen till Pakistan. Efter mordet förbjöds organisationen Rashtriya Swayamsevak Sangh, och myndigheterna kom fram till att mordet planerats av sammansvurna hindunationalister. Godse själv och hans medbrottsling Narayan Apte dömdes till döden och avrättades 15 november 1949 genom hängning, medan Mandanlal Pahwe, Vishnu Karkare och Godses bror Gopal Godse dömdes till livstids fängelse. Vinayak Damodar Savarkar frikändes dock av domstolen. Askan efter de avrättade bevaras idag av hindunationalisterna som en relik på en plats i Bombay.
Gandhis minnesmärke (eller Samādhi) vid Rāj Ghāt i New Delhi bär inskriften ”Hē Ram”, (devanagari: हे ! राम), som kan översättas som ”Oh Gud”. Dessa brukar anses vara Gandhis sista ord efter att han sköts, men riktigheten i detta har ifrågasatts. Jawaharlal Nehru höll ett radiosänt tal till nationen efter mordet.
Gandhis aska hälldes i urnor som skickades runt Indien för minnesgudstjänster. De flesta jordfästes vid Sangam i Allahabad den 12 februari 1948 men några gömdes undan.

## Gandhis principer

### Sanning
Gandhi ägnade sitt liv åt det större syftet att upptäcka sanningen, eller Satya. Han försökte åstadkomma detta genom att lära sig av sina egna misstag och utföra experiment på sig själv. Han kallade sin självbiografi Historien om mina experiment med sanningen.
Gandhi framförde att den viktigaste striden att utkämpa var att besegra sina egna demoner, rädslor och osäkerheter. Gandhi summerade sina trosuppfattningar först när han sade ”Gud är Sanning”. Han skulle senare ändra detta uttalande till ”Sanningen är Gud”. Därmed är Satya (Sanningen) i Gandhis filosofi ”Gud”.

### Icke-våld
Mahatama Gandhi var på intet sätt upphovsman till principen om icke-våld, men han var den förste som tillämpade den i det politiska livet på en mycket stor skala. Begreppet icke-våld (ahimsa) och icke-motstånd har en lång historia i indisk religiös tanketradition och har fått många återupplivanden i hinduiska, buddhistiska, jainistiska, judiska och kristna sammanhang. Gandhi förklarar sin filosofi och livsstil i sin självbiografi Historien om mina experiment med sanningen.
När han tillämpade dessa principer ryggade han inte tillbaka från att ta dem till deras yttersta logiska konsekvenser och föreställde sig en värld där till och med regeringar, polis och arméer tillämpar icke-våld.
”Ahimsa” innebar att man inte ens fick tänka en ond tanke mot någon. Allt man gör ska ske till den andres bästa.
Inspiration gällande icke-våld fick Gandhi från bland andra Lev Tolstoj när de brevväxlade under 1909 och fram till Tolstojs död 1910.

### Vegetarianism
Som barn experimenterade Gandhi med köttätande. Detta berodde delvis på hans inneboende nyfikenhet samt på hans ganska övertygande vän Sheikh Mehtab. Idén om vegetarianism är djupt ingrodd i hinduiska och jainistiska traditioner i Indien och i Gandhis hemtrakt Gujarat var de flesta hinduer vegetarianer, liksom alla jainister. Gandhis familj var inget undantag. Innan han avreste för att studera i London avlade Gandhi ett löfte till sin mor Putlibai och sin morbror Becharji Swami att han skulle avstå från att äta kött, förtära alkohol och leva promiskuöst. Han höll fast vid sitt löfte och fick mer än en kosthållning: han fick en grundval för sina livslånga filosofier. Då Gandhi blev vuxen blev han en strikt vegetarian. Han skrev boken The Moral Basis of Vegetarianism och flera artiklar om ämnet, av vilka några publicerades i London Vegetarian Societys publikation, The Vegetarian. Gandhi själv blev inspirerad av många stora sinnen under denna period och blev vän med ordföranden för London Vegetarian Society, Dr. Josiah Oldfield.
Den unge Gandhi läste och beundrade vegetarianpropagandisten Henry Stephens Salt och mötte och brevväxlade med honom. Gandhi ägnade mycket tid åt att förespråka vegetarianism under och efter sin tid i London. Som Gandhi såg det skulle en vegetarisk kosthållning inte bara tillfredsställa kroppens behov utan också tjäna ett ekonomiskt syfte eftersom kött vanligen var, och fortfarande är, dyrare än säd, grönsaker och frukt. Många indier vid denna tid hade låga inkomster och vegetarianism sågs därför inte bara som en andlig vana utan också en praktisk. Han avstod från föda under långa perioder, och använde fasta som en form av politisk protest. Han vägrade äta tills hans krav blev uppfyllda. Det nämndes i hans självbiografi att vegetarianismen var början på hans djupa engagemang för Brahmacharya. Utan total kontroll över gommen skulle hans framgång i Bramacharya troligen vackla.
Gandhi hade varit frukterian, men började dricka getmjölk på inrådan av sin doktor. Han förtärde aldrig mejeriprodukter från kor, till stor del på grund av sina filosofiska åsikter, delvis på grund av sin avsky för fenomenet phooka - att blåsa in luft i kor för att få dem att producera mjölk -, och i synnerhet på grund av ett löfte till sin mor.

### Brahmacharya
När Gandhi var 16 år gammal, blev hans far mycket sjuk. Gandhi var mycket tillgiven sina föräldrar och vakade ständigt över sin far under hans sjukdom. En natt kom dock Gandhis farbror för att avlösa honom en stund. Gandhi drog sig tillbaka till sitt sovrum där köttsliga lustar bemäktigade sig honom och han hade samlag med sin fru. Kort därefter kom en tjänare för att berätta att Gandhis far just hade dött. Gandhi kände oerhörd skuld och kunde aldrig förlåta sig själv. Han kom att tala om denna händelse som ”dubbel skam”. Händelsen hade betydelsefullt inflytande på att Gandhi vid 36 års ålder valde att leva i celibat, medan han fortfarande var gift.
Detta beslut var djupt influerat av filosofin om brahmacharya—andlig och praktisk renhet—som till stor del förknippas med celibat och asketism. Gandhi såg brahmacharya som ett sätt att bli nära Gud och som en primär grund för självförverkligande. I sin självbiografi berättar han om sin kamp mot sexuella begär och anfall av svartsjuka med sin barndomsbrud, Kasturba. Han kände det som sin personliga plikt att leva i celibat så att han kunde lära sig att älska istället för att åtrå. För Gandhi betydde brahmacharya ”kontroll över sinnena i tanke, ord och handling.”

### Enkelhet
Gandhi ansåg uppriktigt att en person som var involverad i samhällslivet skulle leva ett enkelt liv som han tänkte kunde leda till brahmacharya. Hans enkelhet började genom att han tog avstånd från den västerländska livsstil han levde i Sydafrika. Han kallade det ”att reducera sig själv till noll”, vilket medförde att ge upp onödiga utgifter, att anamma en enkel livsstil och tvätta sina egna kläder. Vid ett tillfälle återlämnade han de gåvor som skänkts till honom från natalierna för hans flitiga tjänster för samhället.
Gandhi tillbringade en dag varje vecka i tystnad. Han trodde att avstå från att tala gav honom inre frid. Detta var hämtat från de hinduiska principerna mauna (sanskrit:मौनं — tystnad) och shanti (sanskrit:शांति — frid). Sådana dagar kommunicerade han med andra genom att skriva på papper. Under tre och ett halvt år, från 37 års ålder, vägrade Gandhi läsa tidningar, då han hävdade att det oroliga tillståndet i världen orsakade honom mer förvirring än hans egen inre oro.
Efter att ha läst John Ruskin's Unto This Last bestämde han sig för att ändra sin livsstil och skapa ett kollektiv med namnet Phoenix Settlement.
Efter att han återvände till Indien från Sydafrika där han hade haft en framgångsrik advokatkarriär slutade han bära kläder i västerländsk stil, som han förknippade med välstånd och framgång. Han klädde sig för att bli accepterad av den fattigaste personen i Indien, och förespråkade användning av hemvävt tyg av hemspunnet garn (khadi). Gandhi och hans anhängare lade sig till med vanan att väva sina egna kläder av tråd som de själva hade spunnit, och uppmuntrade andra att göra det samma. Medan indiska arbetare ofta var sysslolösa på grund av arbetslöshet, hade de ofta köpt sina kläder från industriella tillverkare som ägdes av brittiska intressen. Det var Gandhis åsikt att om indierna gjorde sina egna kläder skulle det utdela ett ekonomiskt slag mot det brittiska etablissemanget i Indien. Följaktligen införlivades senare en spinnrock i Kongresspartiets flagga. Han bar därefter en dhoti under resten av sitt liv för att uttrycka enkelheten i sitt liv.

### Tro
Gandhi föddes som hindu och utövade hinduism under hela livet. Han hämtade de flesta av sina principer från hinduismen. Som vanlig hindu ansåg han att alla religioner är jämlika, och avfärdade alla försök att omvända honom till en annan tro. Han var en ivrig teolog och läste mycket om alla större religioner.
Gandhi skrev en kommentar till Bhagavad Gita på gujarati. Gujaratimanuskriptet översattes till engelska av Mahadev Desai, som tillförde en ytterligare inledning och kommentar. Den publicerades med förord av Gandhi 1946.
Gandhi ansåg att i varje religions kärna fanns sanning och kärlek (medkänsla, icke-våld och gyllene regeln). Han ifrågasatte också hyckleri, felgärningar och dogmer i alla religioner och var en tröttlös samhällsreformator.
När han tillfrågades om huruvida han var hindu svarade han:
”Ja, det är jag. Jag är också kristen, muslim, buddhist och jude.”
Trots deras djupa vördnad inför varandra var Gandhi och Rabindranath Tagore inblandade i långa debatter mer än en gång. Dessa debatter ger exempel på de filosofiska skillnaderna mellan de två mest kända indierna vid denna tiden. Den 15 januari 1934 drabbade en jordbävning Bihar och orsakade omfattande förödelse och många dödsoffer. Gandhi hävdade att detta var på grund av den synd som begicks av de högre kasterna bland hinduerna genom att de inte lät kastlösa inträda i deras tempel. Tagore motsatte sig Gandhis ståndpunkt kraftigt och hävdade att en jordbävning bara kan orsakas av naturkrafter, inte av moraliska anledningar, hur motbjudande än kastlösheten må vara.

## Eftermäle och kritik

### Efterföljare och inflytande
Gandhi influerade viktiga ledare och politiska rörelser. Ledare för medborgarrättsrörelsen i USA, däribland Martin Luther King och James Lawson, hämtade stoff från Gandhis skrifter när de utvecklade sina egna teorier om icke-våld. Anti-apartheidaktivisten och före detta presidenten i Sydafrika, Nelson Mandela, var inspirerad av Gandhi. Andra som inspirerats av Gandhi är Khan Abdul Ghaffar Khan, Steve Biko och Aung San Suu Kyi.
Gandhis liv och läror inspirerade många som specifikt refererade till Gandhi som sin mentor eller som ägnade sina liv åt att sprida Gandhis idéer. I Europa var Romain Rolland den förste som tog upp Gandhi i sin bok från 1924 Mahatma Gandhi, och den brasilianska  anarkisten och feministen Maria Lacerda de Moura skrev om Gandhi i sitt arbete om pacifism. År 1931 brevväxlade den kände europeiske fysikern Albert Einstein med Gandhi, och kallade honom ”en förebild för de kommande generationerna” i ett senare verk om honom. Lanza del Vasto åkte till Indien 1936 med syftet att leva med Gandhi. Han återvände senare till Europa för att sprida Gandhis filosofi och grundade Community of the Ark 1948 (efter modell från Gandhis ashrams). Madeleine Slade (känd som ”Mirabehn”) var en dotter till en brittisk amiral som ägnade en stor del av sitt vuxna liv i Indien som anhängare till Gandhi.
Dessutom hänvisade den brittiske musikern John Lennon till Gandhi när han talade om sina åsikter om icke-våld. Vid Cannes Lions International Advertising Festival 2007 talade den amerikanske före detta vice presidenten och miljöaktivisten Al Gore om Gandhis inflytande på honom.

### Gandhis arv
Gandhis födelsedag, 2 oktober, är en nationaldag i Indien, Gandhi Jayanti. Den 15 juni 2007 tillkännagavs att FN:s generalförsamling enhälligt hade antagit en resolution som förklarar 2 oktober som internationella dagen för icke-våld.
Ordet Mahatma, som ofta misstas i Västerlandet för att vara Gandhis förnamn, är hämtat från sanskritorden maha som betyder stor och atma som betyder själ.
De flesta källor, som Dutta och Robinsons Rabindranath Tagore: An Anthology, hävdar att Rabindranath Tagore först gav Gandhi titeln Mahatma. Andra källor säger att  Nautamlal Bhagavanji Mehta gav honom denna titel den 21 januari 1915. I sin självbiografi förklarar Gandhi dock att han aldrig kände sig värdig denna ära.
Time Magazine utsåg Gandhi till Årets man 1930. Gandhi kom också på andra plats för att bli Århundradets person i slutet av 1999. Time Magazine nämnde Dalai Lama, Lech Wałęsa, Martin Luther King, Caesar Chavez, Aung San Suu Kyi, Benigno Aquino, Jr., Desmond Tutu och Nelson Mandela som Gandhis barn och hans andliga arvtagare till icke-våld. Indiens regering utdelar årligen Mahatma Gandhis fredspris till framstående samhällsarbetare, världsledare och medborgare. Nelson Mandela var en framstående icke-indisk mottagare.
År 1996 införde Indien en serie sedlar med Mahatma Gandhi, och idag har alla sedlar som används i Indien ett porträtt av Mahatma Gandhi. År 1969 gav Storbritannien ut en serie frimärken som högtidlighöll hundraårsminnet av Mahatma Gandhis födelse.

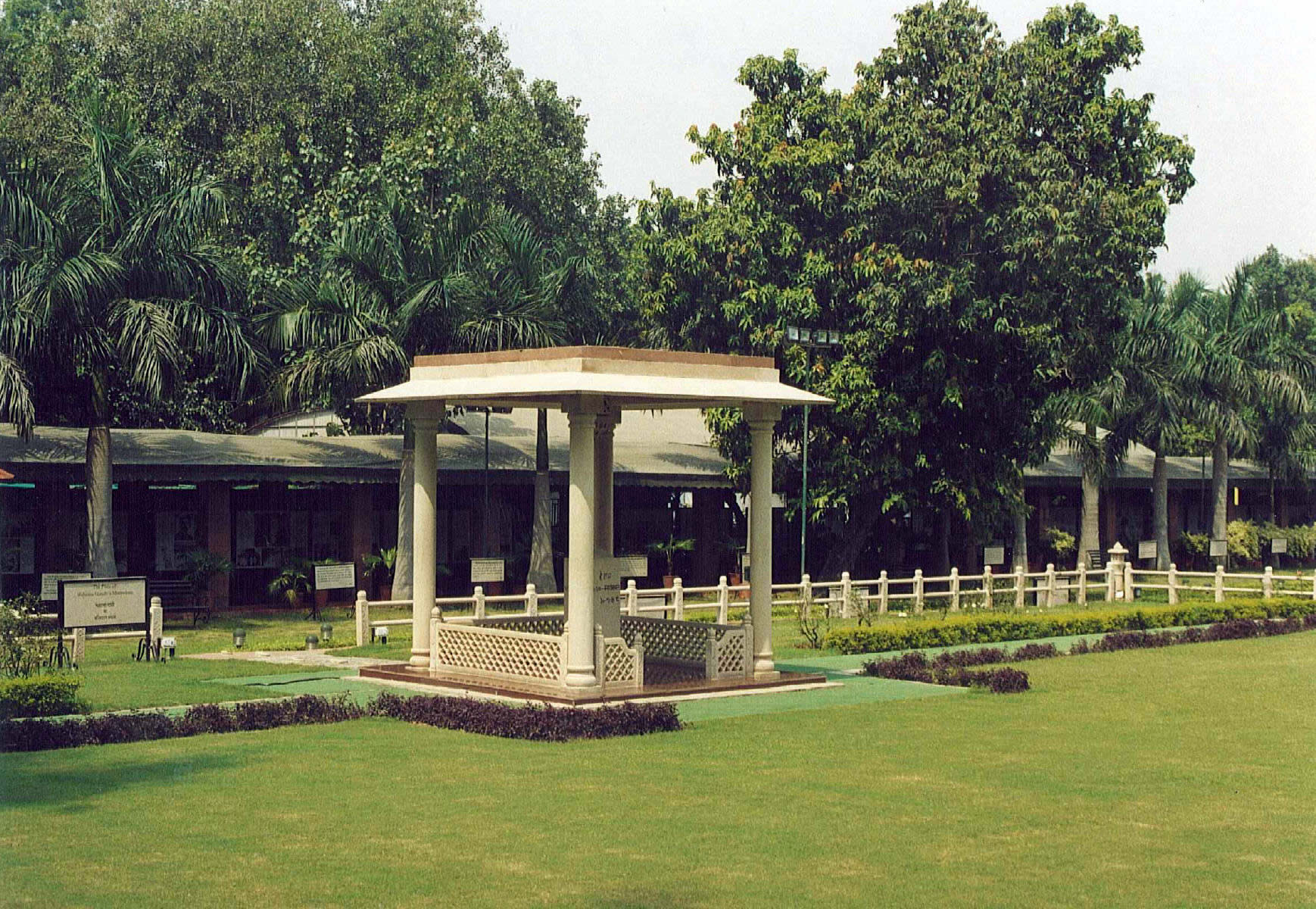
Martyrkolonnen vid Gandhi Smriti i New Delhi markerar platsen där han blev mördad.

I Storbritannien finns flera framträdande statyer av Gandhi, mest nämnvärt på Tavistock Square, London nära University College London där han studerade juridik. Den 30 januari firas i Storbritannien som ”National Gandhi Remembrance Day”. I USA finns statyer av Gandhi utanför Union Square Park i New York, och Martin Luther King, Jr. National Historic Site i Atlanta, och på Massachusetts Avenue i Washington, D.C., nära Indiens ambassad. Staden Pietermaritzburg i Sydafrika—där Gandhi kastades av från ett första klass-tåg år 1893—har nu en minnesstaty. Det finns vaxdockor av Gandhi i Madame Tussauds vaxkabinett i London, New York och andra städer runtom i världen.

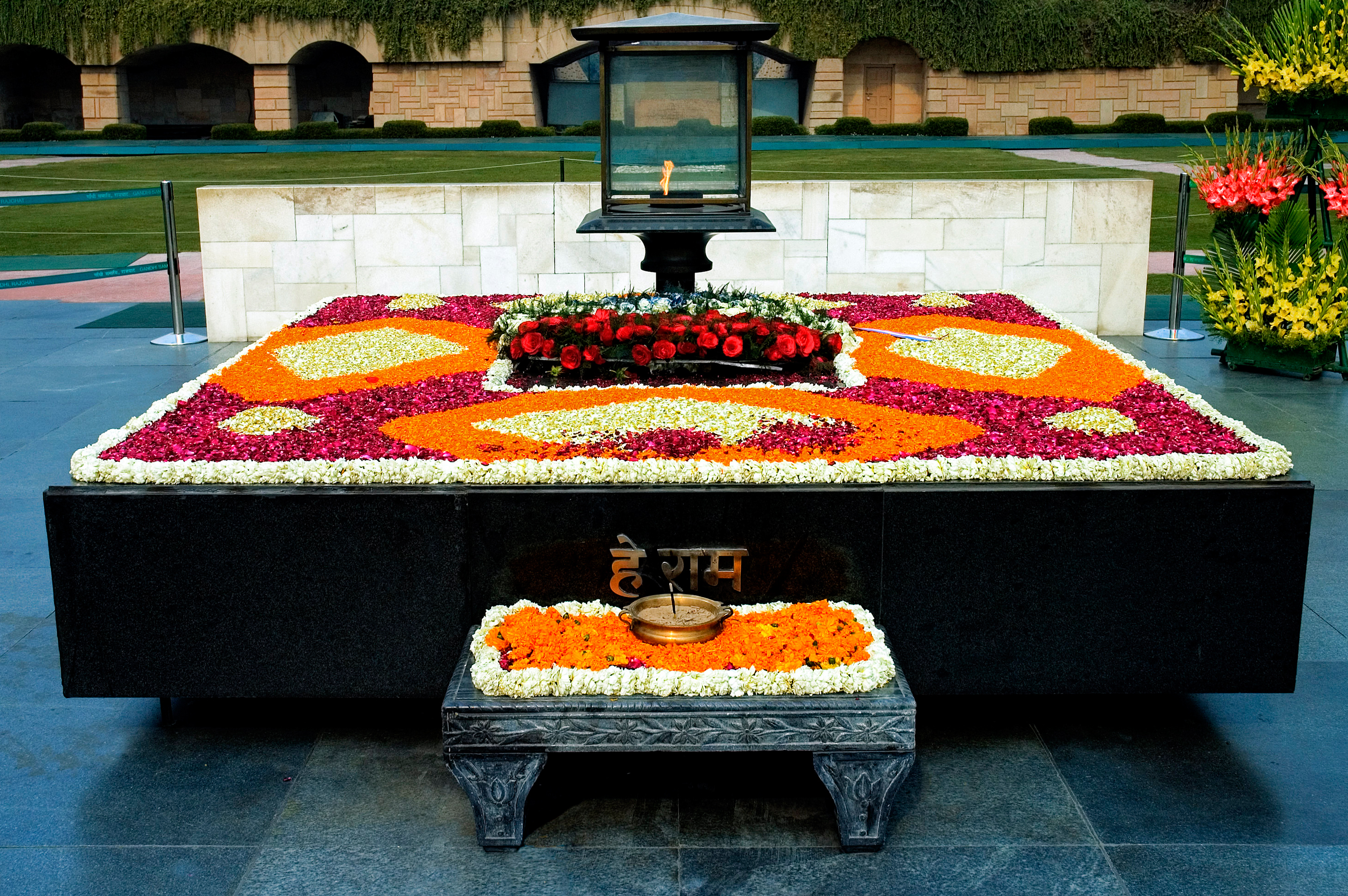
Rajghat i New Delhi, Indien markerar platsen där Gandhi kremerades 1948.

Gandhi mottog aldrig Nobels fredspris, fastän han nominerades fem gånger mellan 1937 och 1948. Flera årtionden senare uttalade Nobelkommittén offentligt sitt beklagande över utelämnandet, och erkände att djupt delad nationalistisk opinion hade nekat priset. Mahatma Gandhi skulle motta priset 1948, men mordet på honom förhindrade detta. Det krig som bröt ut mellan de nyskapade staterna Indien och Pakistan kan ha varit en ytterligare komplicerande faktor det året. Priset delades inte ut 1948, året då Gandhi dog, med motiveringen att ”det inte fanns någon lämplig kandidat i livet” det året, och när Dalai Lama mottog priset 1989 sade kommitténs ordförande att detta var ”delvis ett hedrande av minnet av Mahatma Gandhi”.
I New Delhi införskaffades Birla Bhavan (eller Birla House), där Gandhi blev mördad, av Indiens regering 1971 och öppnades för allmänheten 1973 som Gandhi Smriti eller Gandhi Hågkomst. Det bevarar rummet där Mahatma Gandhi bodde de sista fyra månaderna av sitt liv och den tomt där han sköts när han gick sin nattliga promenad.
En martyrkolonn märker nu ut platsen där Gandhi mördades.
Den 30 januari varje år, på årsdagen för Mahatma Gandhis död, högtidlighålls i skolor i många länder skoldagen för icke-våld och fred (DENIP), som grundades i Spanien 1964. I länder med södra halvklotets skolkalender kan den hållas den 30 mars eller däromkring.

### Kritik mot Gandhis idéer
Gandhis rigida ahimsa innebär pacifism. Den är därmed en källa till kritik från olika delar av den politiska skalan.

#### Idén om delning
I regel var Gandhi motståndare till idén om Indiens delning då den gick emot hans vision om religiös enighet.
Homer Jack anmärker dock om Gandhis långvariga brevväxling med Jinnah i ämnet Pakistan: ”Fastän Gandhi personligen var motståndare till delningen av Indien, föreslog han en överenskommelse … som innebar att Kongresspartiet och Moslem League skulle samarbeta för att uppnå självständighet under en provisorisk regering, varefter frågan om delning skulle beslutas av en folkomröstning i de distrikt som hade muslimsk majoritet.
Dessa dubbla positioner i frågan om delningen av Indien gjorde Gandhi öppen för kritik från både hinduer och muslimer. Muhammad Ali Jinnah och samtida pakistanier fördömde Gandhi för att han undergrävde muslimers politiska rättigheter. Vinayak Damodar Savarkar och hans allierade fördömde Gandhi, och anklagade honom för att göra politiska eftergifter mot muslimer och samtidigt blunda för deras grymheter mot hinduer, och för att tillåta Pakistan att skapas (trots att han offentligt hade sagt att ”innan Indien delas måste man skära min kropp i två delar”). Detta är fortfarande politiskt omstritt. Vissa, som den pakistansk-amerikanske historikern Ayesha Jalal hävdar att Gandhis och Kongresspartiets ovilja att dela makten med Muslim League påskyndade delningen, medan andra, som den hindunationalistiske politikern Pravin Togadia också har kritiserat Gandhis ledarskap och handlingar i denna fråga, men antytt att överdriven svaghet från hans sida ledde till delningen av Indien.
Gandhi uttryckte också sitt ogillande av delningar av länder under slutet av 1930-talet i fråga om förslaget att dela Brittiska Palestinamandatet för att bilda staten Israel.

#### Förkastande av våldsamt motstånd
Gandhi utsattes också för viss politisk eld för sin kritik mot dem som försökte uppnå självständighet med mer våldsamma medel. Hans vägran att protestera mot hängningen av Bhagat Singh, Sukhdev, Udham Singh och Rajguru ledde till fördömanden från vissa håll.
Han fortsatte att argumentera på detta sätt i ett antal artiklar som har omtryckts i Homer Jacks The Gandhi Reader: A Sourcebook of His Life and Writings. I den första, ”Zionism and Anti-Semitism”, skriven 1938, kommenterade Gandhi förföljelsen av judar i Nazityskland under 1930-talet inom kontexten satyagraha. Han erbjöd icke-våld som en metod att bekämpa de svårigheter som judarna mötte i Tyskland.
Gandhi blev mycket kritiserad för detta och svarade på kritiken i senare artiklar.
Gandhis uttalanden rörande judarna inför den överhängande Förintelsen har ådragit sig kritik från ett antal kommentatorer. Martin Buber, som själv var motståndare till en judisk stat, skrev ett skarpt kritiskt öppet brev till Gandhi den 24 februari 1939. Buber hävdade att jämförelsen mellan britternas behandling av indiska undersåtar och nazisternas behandling av judar var olämpligt. Dessutom anmärkte han att när indier var offer för förföljelser hade Gandhi vid tillfälle stött användning av våld.

#### Tidiga sydafrikanska artiklar
Vissa av Gandhis tidiga sydafrikanska artiklar är kontroversiella. Gandhi skrev i Indian Opinion år 1908 om sin tid i ett sydafrikanskt fängelse: ”Many of the native prisoners are only one degree removed from the animal and often created rows and fought among themselves.” Som också ompublicerats i The Collected Works of Mahatma Gandhi (Vol. 2, s. 74) höll Gandhi ett tal den 26 september 1896 där han nämnde ”raw kaffir, whose occupation is hunting and whose sole ambition is to collect a certain number of cattle to buy a wife with, and then pass his life in indolence and nakedness”. Termen Kaffir anses nedvärderande idag (men under Gandhis tid hade termen andra konnotationer än de nuvarande). Uttalanden som dessa har lett till anklagelser om rasism.
Två professorer i historia som är specialiserade på Sydafrika, Surendra Bhana och Goolam Vahed, undersökte denna kontrovers i sin text, The Making of a Political Reformer: Gandhi in South Africa, 1893–1914. (New Delhi: Manohar, 2005). De fokuserar i kapitel 1, ”Gandhi, Africans and Indians in Colonial Natal” på förhållandet mellan de afrikanska och indiska folkgrupperna under ”vitt styre” och politiska åtgärder som tvingade fram segregation (och, hävdar de, oundvikliga konflikter mellan dessa folkgrupper). Om detta förhållande hävdar de att ”den unge Gandhi var influerad av segregationistiska föreställningar som var förhärskande på 1890-talet”. Samtidigt, hävdar de, ”tycktes Gandhis erfarenheter i fängelse göra honom mer känslig för deras belägenhet … den senare Gandhi mjuknade; han tycktes mycket mindre kategorisk i sina uttryck för fördomar mot afrikaner, och mycket mer öppen för att se områden där det fanns gemensamma intressen. Hans negativa synpunkter i fängelset i Johannesburg var reserverade för härdade afrikanska fångar snarare än afrikaner i allmänhet.”
Sydafrikas förre president Nelson Mandela var anhängare till Gandhi, trots ansträngningarna år 2003 från Gandhis kritiker att förhindra uppförandet av en staty av Gandhi i Johannesburg. Bhana och Vahed noterar i avsnittet ”Gandhi’s Legacy to South Africa” att ”Gandhi inspirerade efterföljande generationer sydafrikanska aktivister som försökte få ett slut på det vita styret. Detta arv förbinder honom med Nelson Mandela … i en mening fullbordade Mandela vad Gandhi hade inlett.”

## Skrifter

### Gandhis eget skrivande
Gandhi var en flitig författare. I årtionden redigerade han flera tidningar, däribland Harijan på gujarati, hindi och engelska, Indian Opinion, när han bodde i Sydafrika, och Young India på engelska och Navajivan, en månatlig tidskrift på gujarati, när han återvänt till Indien. Senare utgavs Navajivan även på hindi. Dessutom skrev han brev nästan varje dag till individer och tidningar.
Gandhi skrev också några böcker, som självbiografin Historien om mina experiment med sanningen, Satyagraha in South Africa om sin kamp i Sydafrika, Hind Swaraj or Indian Home Rule, en politisk pamflett, och en parafras på gujarati av John Ruskins Unto This Last. Den senare kan anses som hans ekonomiska program. Han skrev också i stor utsträckning om vegetarianism, mathållning och hälsa, religion, samhällsreformer, etc. Gandhi skrev vanligen på gujarati, men bearbetade också översättningarna till hindi och engelska.
Gandhis samlade verk utgavs av indiska staten under namnet The Collected Works of Mahatma Gandhi på 1960-talet. Skrifterna omfattar omkring 50 000 sidor publicerade i omkring hundra band. År 2000 orsakade en omarbetad upplaga av de samlade verken en kontrovers, då Gandhianhängare anklagade regeringen för att infoga ändringar för politiska syften.

### Böcker om Gandhi
Flera biografer har tagit på sig uppgiften att beskriva Gandhis liv. Bland dessa är två verk framträdande: D. G. Tendulkar med sin Mahatma. Life of Mohandas Karamchand Gandhi i åtta band, och Pyarelal och Sushila Nayar med Mahatma Gandhi i 10 band. Överste G. B. Singh från US Army sägs ha ägnat 20 år åt att samla Gandhis ursprungliga tal och skrifter för sin bok Gandhi: Behind the Mask of Divinity. På svenska utkom 2008 Zac O'Yeah med den omfattande ”Mahatma!” på Ordfront förlag.